# إيفان سميث
إيفان سميث (بالإنجليزية: Evan Smith) هو صحفي أمريكي، ولد في 20 أبريل 1966 في نيويورك في الولايات المتحدة.